# Krašči
Krašči este o localitate din comuna Cankova, Slovenia, cu o populație de 276 de locuitori.